# Juan Bernabé Palomino
Juan Bernabé Palomino (Cordoue, 1692 — Madrid, 1777) est un graveur espagnol.
Il a été nommé directeur du département de gravure de l'Académie royale des beaux-arts de San Fernando et fait graveur de la chambre du roi.
Il est le neveu du peintre, théoricien de la peinture et critique d'art Antonio Palomino, et le père du graveur Juan Fernando Palomino.

## Biographie
Juan Bernabé Palomino naît à Cordoue en 1692. Fils d'un orfèvre de cette ville et neveu d'Antonio Palomino, il devient orphelin à l'âge de onze ans et travaille dans le commerce du lin avant de se lancer dans la gravure. L'arrivée de son oncle à Cordoue pour travailler dans la cathédrale l'encourage à poursuivre une carrière dans le dessin, qu'il avait déjà entamée dans son environnement familial.

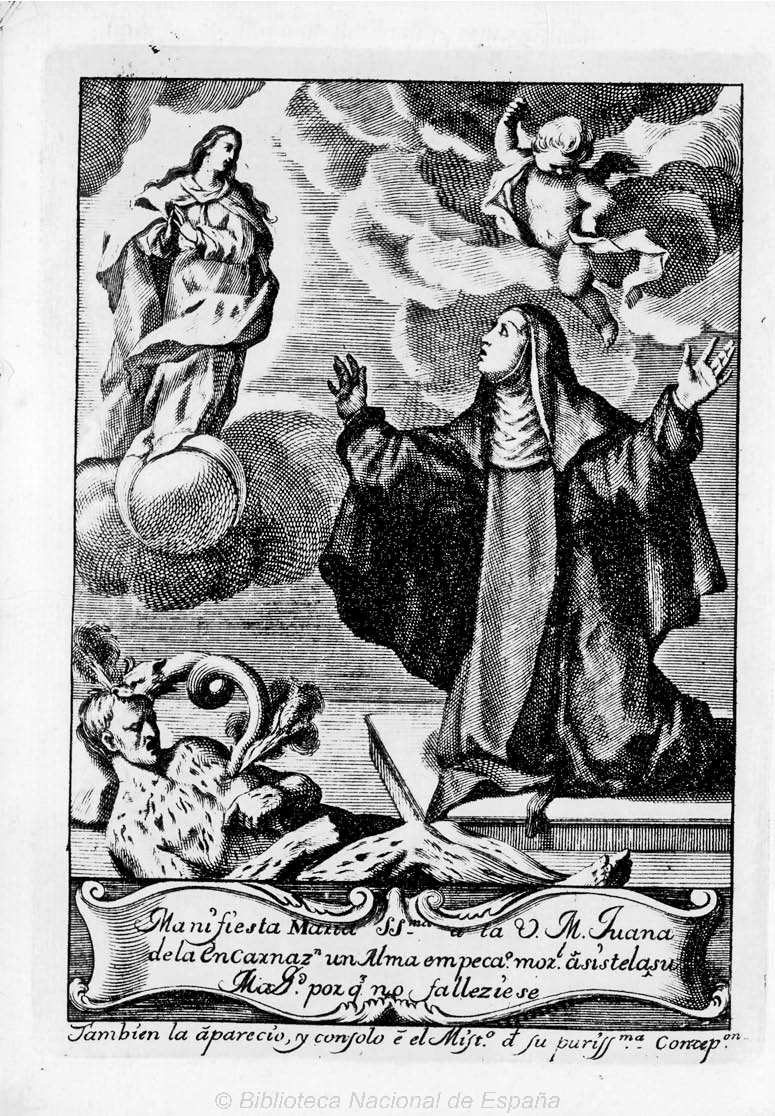
Manifiesta María Santísima a la venerable madre Juana de la Encarnación un alma en pecado... (1726, Bibliothèque nationale de France).

La première estampe datée connue, le portrait de Mère Juana de la Encarnación avec lequel a été illustré l'ouvrage Passión de Christo comunicada por admirable beneficio a la Madre Juana de la Encarnación  (« La Passion du Christ communiquée par un admirable bienfait à Mère Jeanne de l'Incarnation »), du jésuite Luis Ignacio de Ceballos (Madrid, 1720), porte sa signature comme graveur et celle d'un certain Fernando Palomino, dont nous n'avons aucune autre information, mais sans doute un parent, comme auteur du dessin. À Madrid, il travaille dans l'atelier de son oncle, reproduisant en estampe certaines de ses inventions et dessins et se chargeant des planches du deuxième volume du Museo pictórico y escala óptica (« Musée pictural et échelle optique »), qui paraît en 1724, et du portrait de Philippe V, peint par son oncle publié en 1726 dans le Diccionario de la Academia Española (« Dictionnaire de l'Académie espagnole »). Selon Ceán Bermúdez, il retourne à Cordoue après la mort de son oncle en 1526, se perfectionnant dans la gravure au burin sans avoir reçu d'autre enseignement que celui acquis par l'observation attentive des œuvres d'autres maîtres, qu'il a soigneusement imitées.
Il se consacre à l'illustration de livres et, en 1727. Le portrait d'Alphonse Rodríguez apparaît dans Exercicio de perfección, publié à Séville ; et un an plus tard, le portrait du docteur Martín Martínez (es) apparaît en tête de son Anatomía completa del hombre (« Anatomie complète de l'homme »), d'après un dessin de Valero Iriarte (es).
En 1752, il est élu premier directeur de la gravure douce de l'Académie royale des beaux-arts de San Fernando, poste qu'il occupe jusqu'à sa mort. L'enseignement commence un an plus tard et dans sa propre maison, avec trois élèves boursiers de l'Académie qu'il a choisis : Hermenegildo Víctor Ugarte (es), José Murguía (es) et Juan Minguet (es). Il a eu d'autres élèves notables, comme Francisco Muntaner.
Protégé de Philippe V et de Ferdinand VI, il est nommé graveur de la chambre de ce dernier en 1752,.

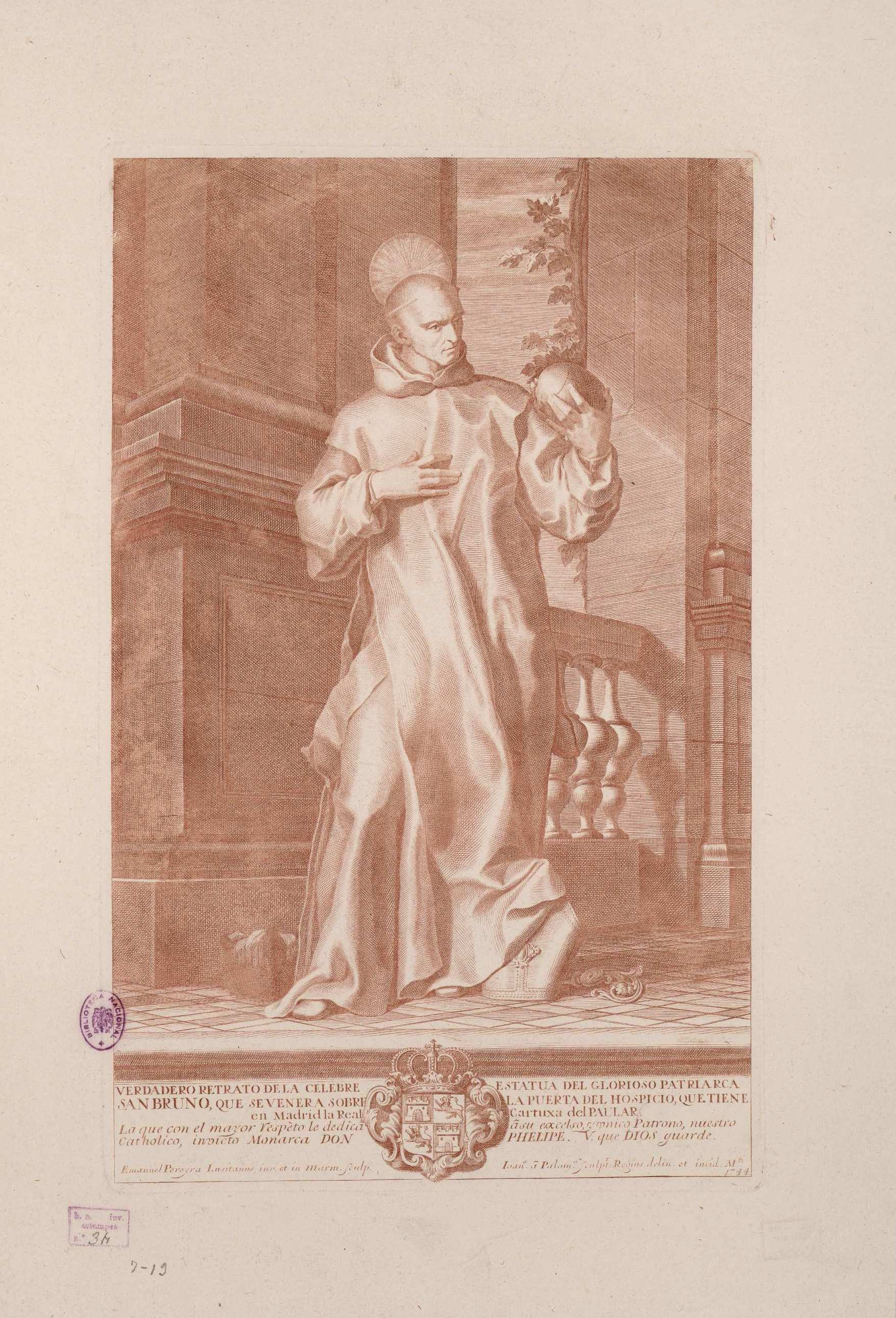
San Bruno (1744, Bibliothèque nationale d'Espagne).

L'inventaire de ses biens, dressé à l'occasion de son second mariage à Madrid en 1767, révèle la fortune qu'il a accumulée pour son travail. Il mentionne également un certain nombre de peintures de sa propre main, activité dont il ne reste aucune trace, si ce n'est une paire de têtes d'apôtres peintes au pastel sur papier à l'Académie royale des beaux-arts de San Fernando, ainsi qu'un nu masculin raccourci du même type et un certain nombre d'« académies. » dessinées à la sanguine.
En tant que graveur, il se consacre aussi bien à des gravures de dévotion uniques, très nombreuses dans sa production, qu'à des portraits, dont celui d'Élisabeth Farnèse, et à des reproductions de peintures et de sculptures, parmi lesquelles Ceán Bermúdez cite comme particulièrement réussies, ceux du San Bruno (« Saint Bruno ») de Manuel Pereira (es) sur la façade de l'hôtellerie de la chartreuse de Miraflores à Madrid, le Milagro de San Isidro (« Miracle de Saint Isidore ») peint par Carreño pour sa chapelle de l'église de San Andrés, détruite en 1936, et le San Pedro en prisiones (« Saint Pierre en prison ») de Roelas, ainsi que la collaboration avec des libraires et des imprimeurs pour l'illustration de livres.
Il forme son fils Juan Fernando, qui perpétue la profession de son père, et sa fille épouse le peintre Antonio González Ruiz,.
Juan Bernabé Palomino meurt à Madrid en 1777.

## Œuvres

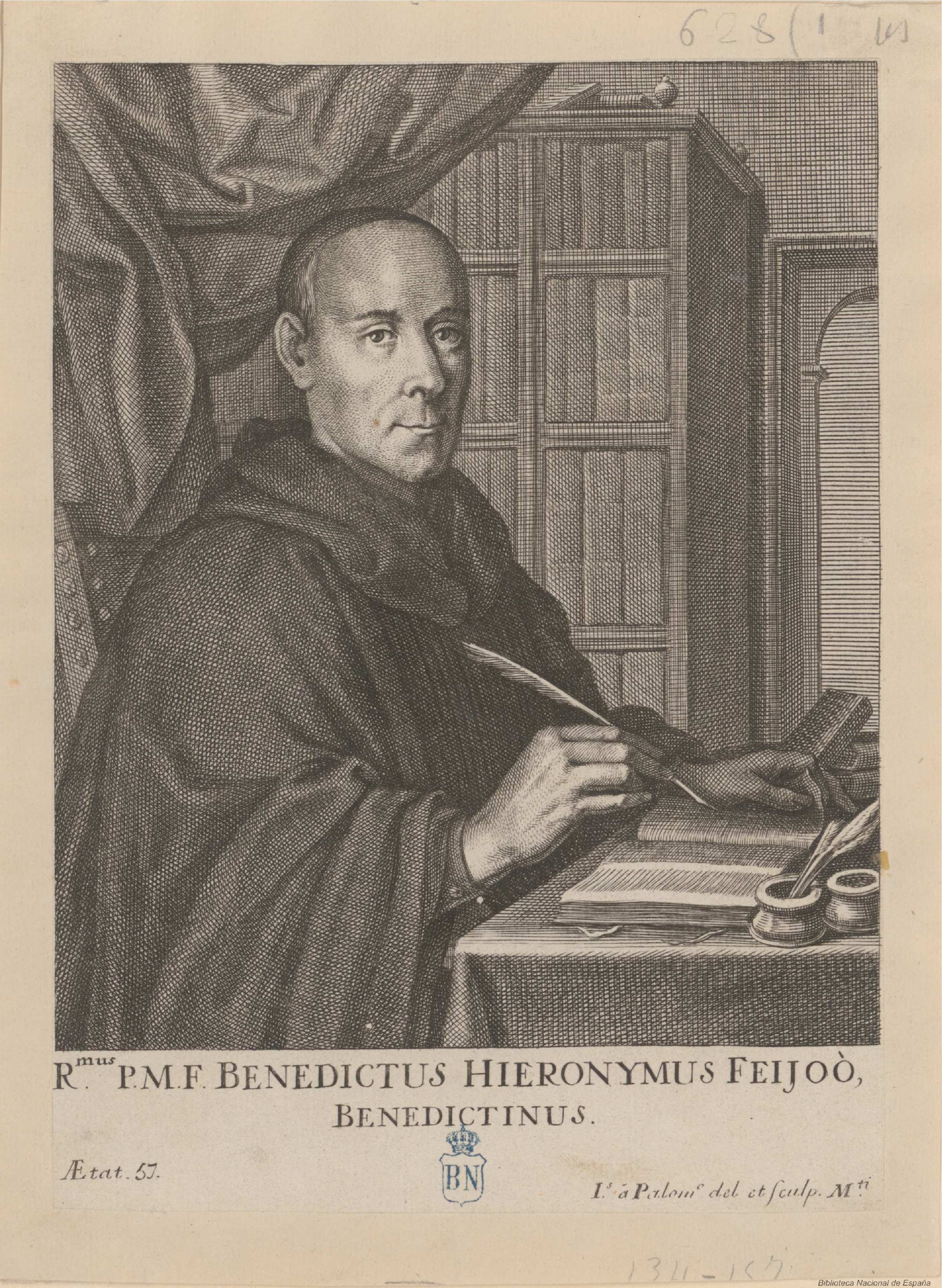
Retrato de Benito Jerónimo Feijoo a sus 57 años de edad (1733, ill. du Theatro critico universal, Madrid : Blas Román, 1781).
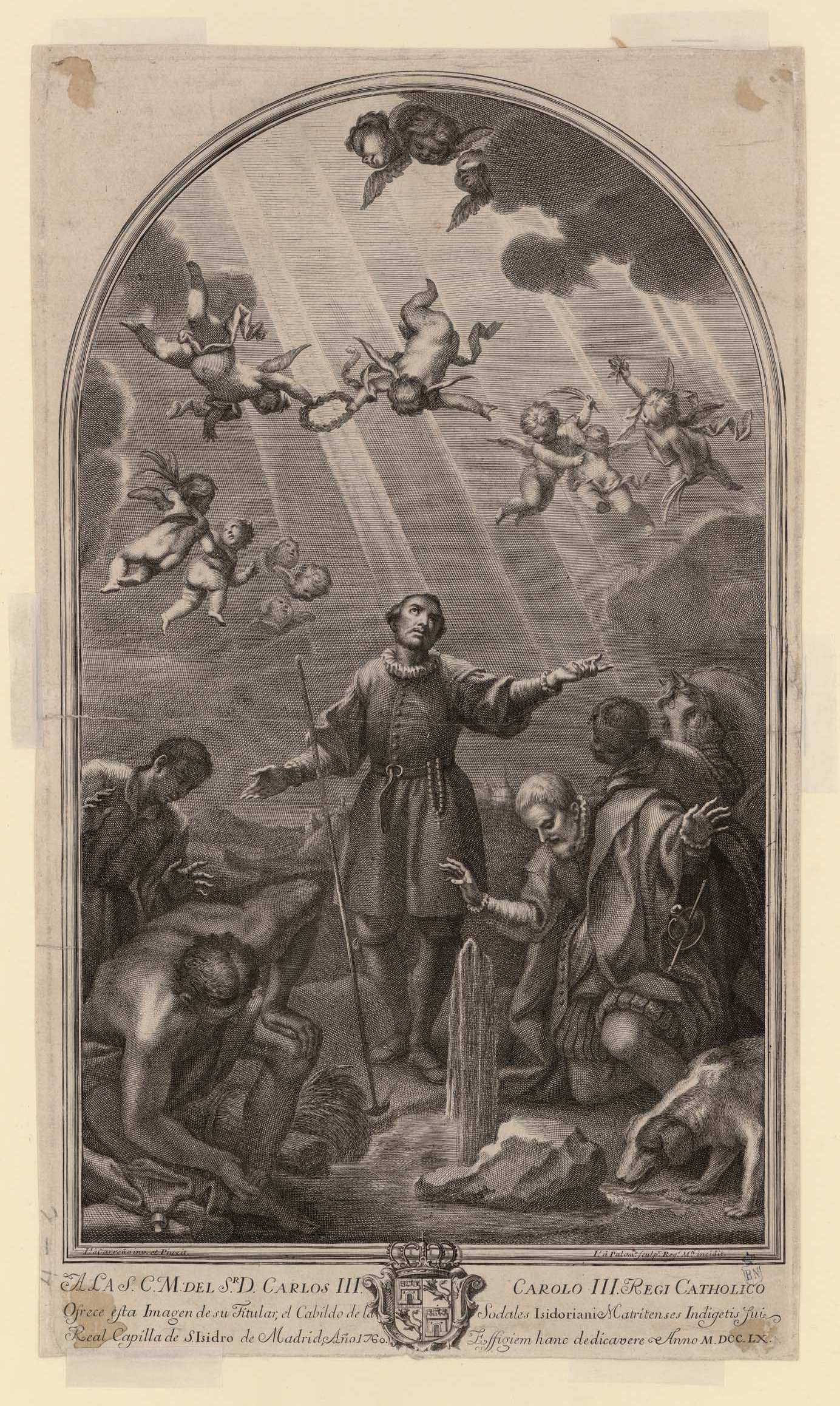
San Isidro, d'après Juan Carreño de Miranda (1760, Bibliothèque nationale d'Espagne).
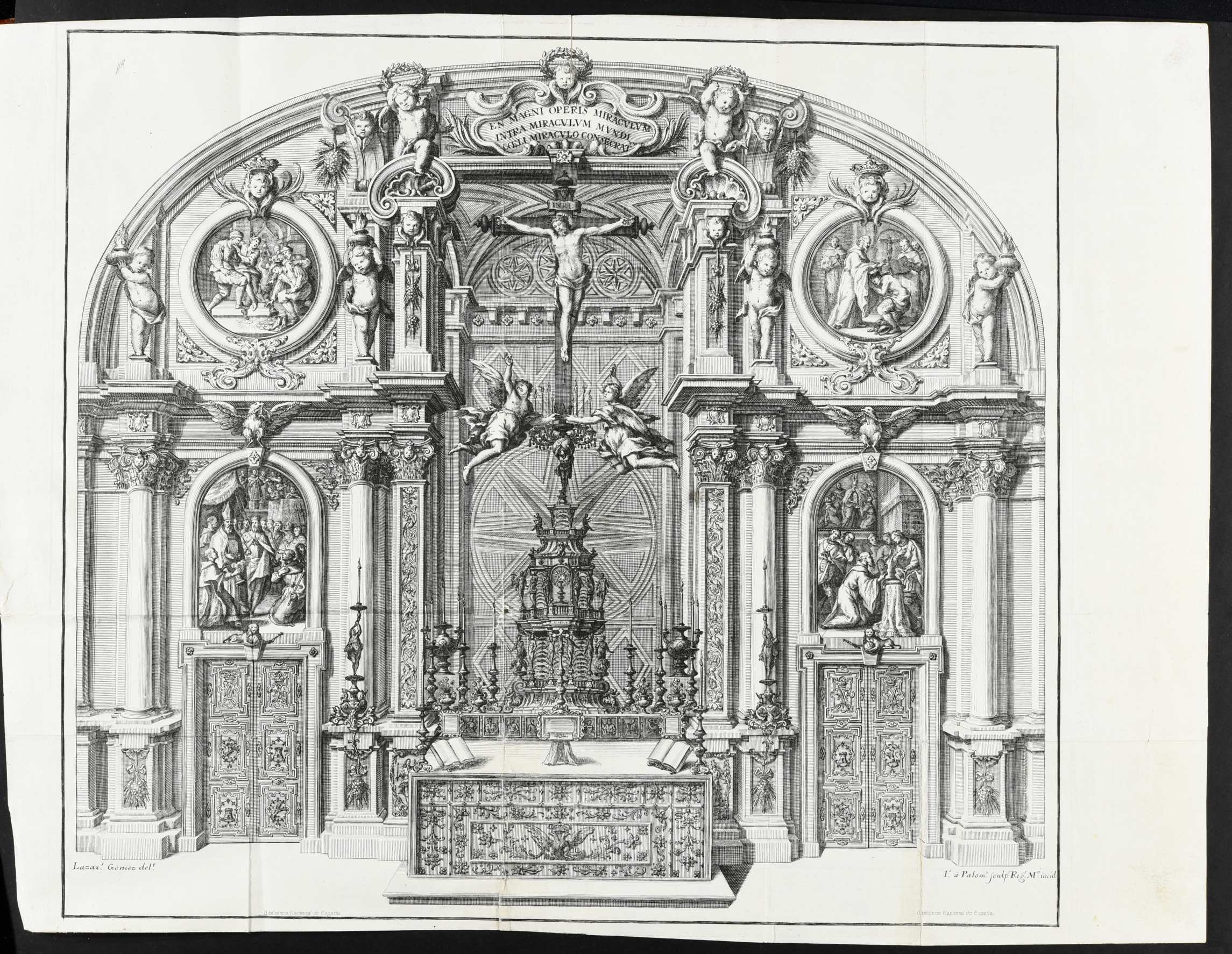
Retablo de la Santa Forma en la Sacristía del Monasterio de El Escorial (1764, ill. de la Descripción del Real Monasterio de San Lorenzo del Escorial de Francisco de los Santos, 1764).
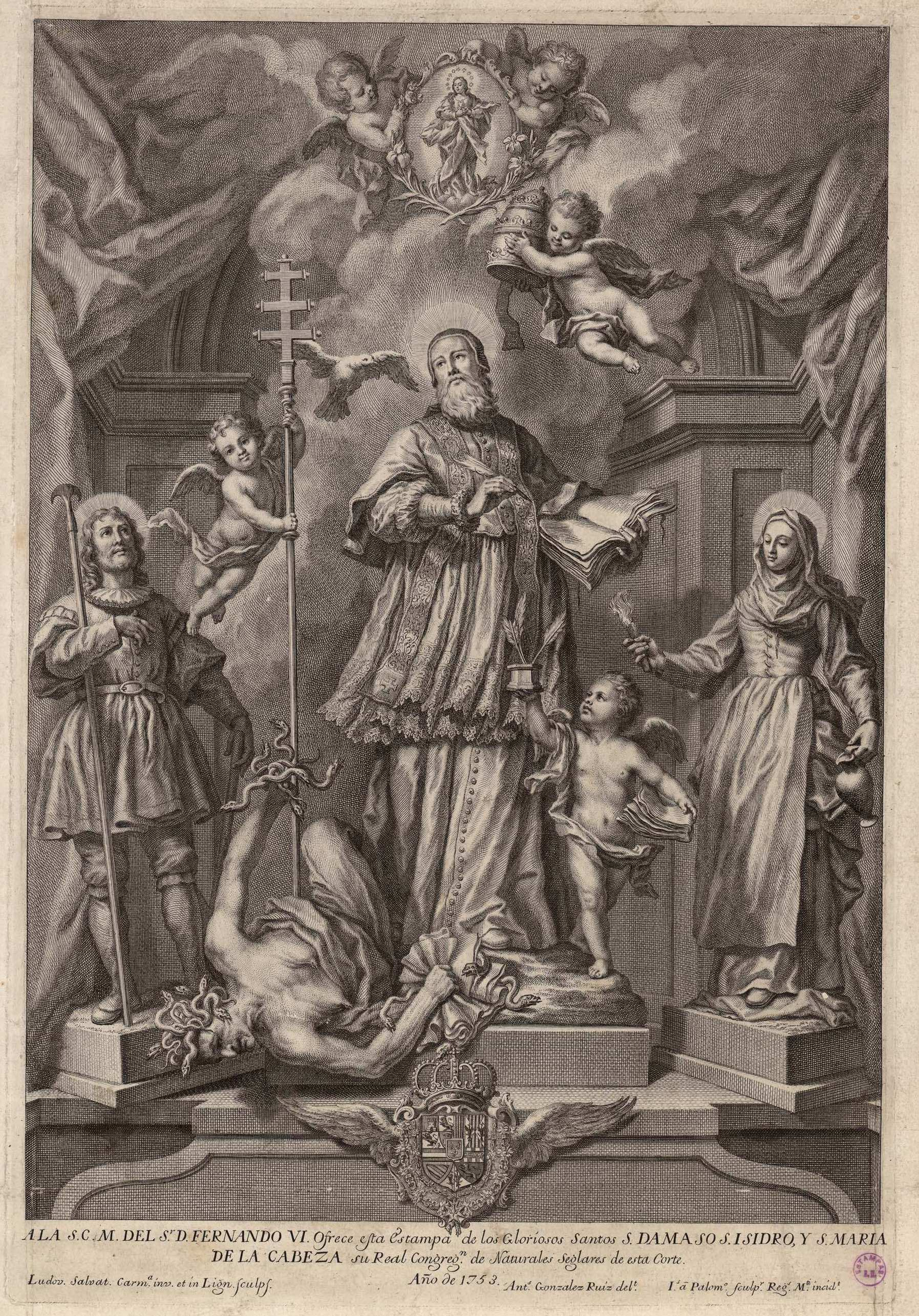
San Dámaso, papa con San Isidro y santa María de la Cabeza (1753, Bibliothèque nationale d'Espagne).
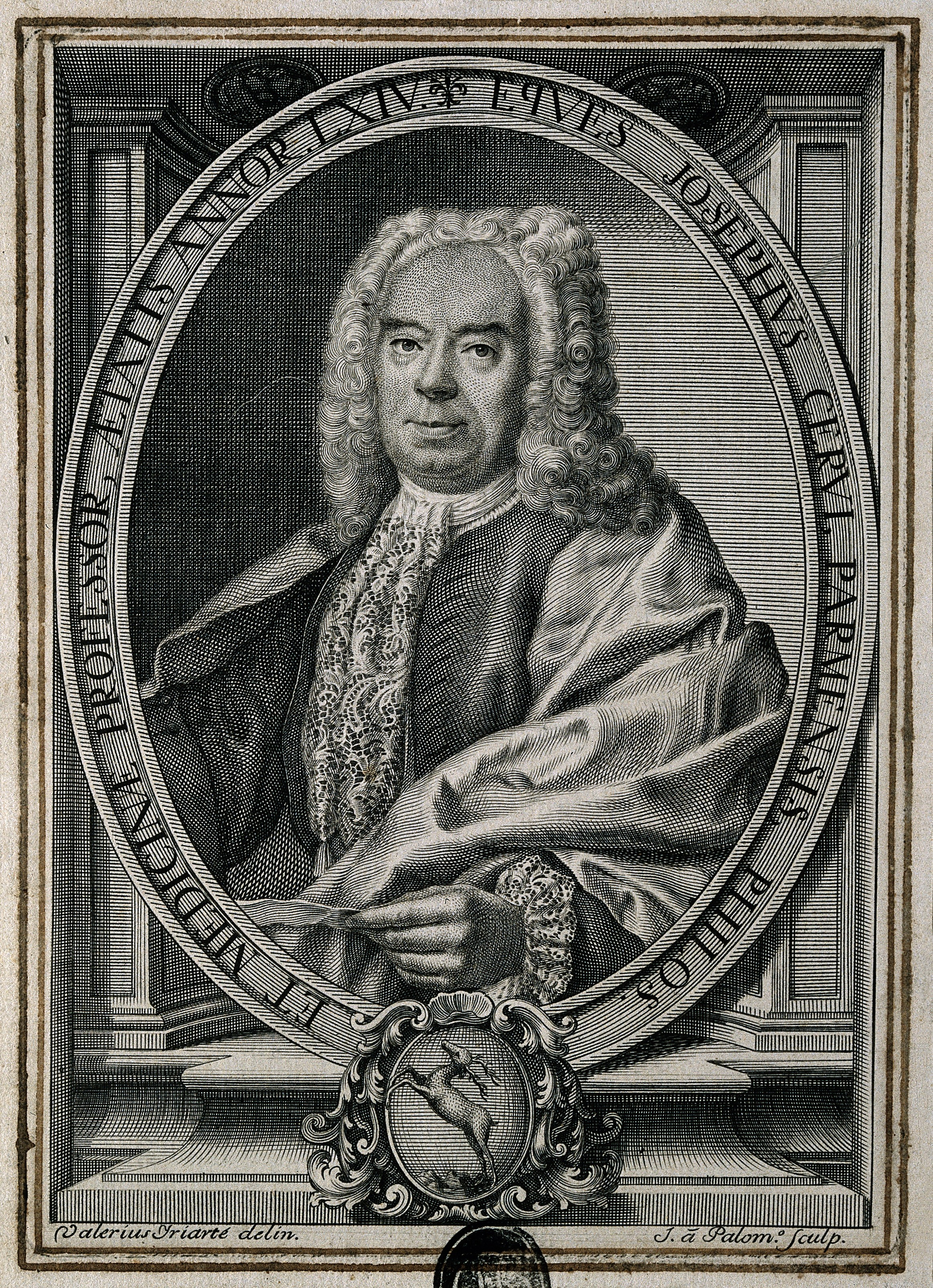
Giuseppe Cervi (Wellcome Collection).

## Conservation
- Espagne
  - Académie royale des beaux-arts de San Fernando, Madrid[9]
  - Bibliothèque nationale d'Espagne, Madrid[2]
- Royaume-Uni
  - British Museum, Londres[1]
  - Wellcome Collection, Londres[12]